# Finnsjön (Järnboås socken, Västmanland)
Finnsjön är en sjö i Nora kommun i Västmanland och ingår i Norrströms huvudavrinningsområde. Sjön har en area på 0,269 kvadratkilometer och ligger 124,1 meter över havet.

## Delavrinningsområde
Finnsjön ingår i det delavrinningsområde (661412-144858) som SMHI kallar för Ovan Vasslabäcken. Medelhöjden är 132 meter över havet och ytan är 13,42 kvadratkilometer. Räknas de 16 avrinningsområdena uppströms in blir den ackumulerade arean 344,44 kvadratkilometer. Dyltaån (Bornsälven) som avvattnar avrinningsområdet har biflödesordning 3, vilket innebär att vattnet flödar genom totalt 3 vattendrag innan det når havet efter 233 kilometer. Avrinningsområdet består mestadels av skog (73 procent). Avrinningsområdet har 0,96 kvadratkilometer vattenytor vilket ger det en sjöprocent på 2,3 procent.